# Mussaenda longisepala
Mussaenda longisepala là một loài thực vật có hoa trong họ Thiến thảo. Loài này được Geddes mô tả khoa học đầu tiên năm 1927.